# Seenotstaffeln der Wehrmacht
Als Seenotstaffel bezeichnete die Luftwaffe der Wehrmacht mehrere Staffeln, die zur Seenotrettung eingerichtet wurden. Diese waren sowohl mit Land- als auch Seeflugzeugen bzw. Flugbooten ausgerüstet. 
Den wahrscheinlich letzten Einsatz einer Einheit der Luftwaffe des Dritten Reiches flog die Seenotstaffel 81 am 18. Juni 1945. Sechs Wochen nach Kriegsende transportierte sie etwa 1000 Personen, darunter 450 Verwundete, geleitet von Hawker Typhoons der 175. und 184. Squadron der 2.TAF/RAF aus Schleswig/Jagel vom dänischen Guldborg nach Schleswig.

## Geschichte
Es gab insgesamt zehn Seenotstaffeln, die zunächst die Nummern 1 bis 10 trugen. Als erste wurde im April 1939 die Seenotstaffel 1 „Norderney“ aufgestellt, die zehnte und letzte wurde im August 1942 in Tromsø aufgestellt.
Bei einer Umorganisation im August 1944 wurden vier Staffeln aufgelöst und die übrigen sechs erhielten die zweiziffrigen Nummern 50 (ehemalige 10), 51 (5), 60 (1), 70 (7), 80 (4) und 81 (2). Der Hintergrund war u. a. die Zusammenfassung je einer Seenotstaffel und einer mit Seenot-Booten (bzw. Flugsicherungsschiffen) ausgerüsteten Seenotflottille zu Seenotgruppen, wobei Seenotgruppe, -flottille und -staffel jeweils die gleiche Nummer erhielten.

### Die Kinder vom Kamper See
In den letzten Kriegsmonaten kamen Seenotflieger vielfach im Ostseeraum bei der Flucht der deutschen Bevölkerung vor der anrückenden Roten Armee zum Einsatz (siehe auch Verwundeten- und Flüchtlingstransporte über die Ostsee 1945). Bei einer großangelegten Luftbrücke von einem Dutzend Flugbooten der Seenotstaffel 81 vom Kamper See westlich Kolberg zum Seefliegerhorst Bug (Dranske), dem Hauptstützpunkt zu der Zeit, stürzte am 5. März 1945 eine Dornier Do 24 beim Start in den See. Beim Flugzeugabsturz im Kamper See kamen ca. 80 Menschen, hauptsächlich Kinder, ums Leben. Insgesamt wurden in den ersten Märztagen, die Schätzungen schwanken stark, 4.000 bis 12.000 Flüchtlinge ausgeflogen.
Der Kamper See lag nach dem Krieg jahrzehntelang in einem militärischen Sperrgebiet. Nach dem Abzug des Militärs entstand die Idee, das Flugzeugwrack und die an Bord vermuteten sterblichen Überreste der Opfer zu bergen. Taucher haben inzwischen Einschussstellen und Granatsplitter im Wrack festgestellt, die von sowjetischen Panzern stammten, so dass man heute nicht mehr von Überladung als alleiniger Absturzursache ausgeht.

## Staffelliste
| Nr.     | Aufstellung                     | weitere Stützpunkte | Bemerkungen                                                                                   |
| ------- | ------------------------------- | --- | --------------------------------------------------------------------------------------------- |
| 1 (60)  | 1. August 1939, Norderney, List | September 1940 bis Juli 1944, Brest Juli 1944 bis Frühjahr 1945, Pillau-Neutief                                         | neben Brest lag ein Teil in Hourtin                                                           |
| 2 (81)  | 26. August 1939, Pillau-Neutief | Juni 1940 bis Dezember 1942, Cherbourg Dezember 1942 bis Juli 1944, Schellingwoude Juli 1944 bis Mai 1945, Großenbrode  | Bug war ab Mitte 1944 Haupteinsatzbasis Grossenbrode, Kamp, Nest und Pillau wurden mitbenutzt |
| 3       | Juni 1940, Boulogne             | August 1944 nach Deutschland verlegt und aufgelöst                                                                      | bis November 1940 Seenotflug-Kommando 3                                                       |
| 4 (80)  | September 1940, Norderney       | August 1944 bis März 1945, Norderney März bis Mai 1945, List                                                            | bis September 1940 Seenotflug-Kommando 1 -Norderney-                                          |
| 5 (51)  | Juni 1940, List                 | August 1941 bis Oktober 1944, Stavanger Oktober 1944 bis Mai 1945, Tromsø                                               | bis November 1940 Seenotflug-Kommando 5                                                       |
| 6       | März 1941, Syrakus/Augusta      | August 1943 bis Oktober 1943, Portofino Oktober 1943 bis August 1944, Venedig                                           |                                                                                               |
| 7 (70)  | März 1941, Kiel-Holtenau        | März/April 1941, Schellingwoude und Warna April bis Juli 1941, Saloniki-Mikra Juli 1941 bis August 1944, Athen-Phaleron |                                                                                               |
| 8       | April 1941, Mamaia              | August 1942 bis März 1944, Sewastopol März 1944 bis August 1944, Mamaia August/September 1944 Saloniki/Athen            |                                                                                               |
| 9 (60)  | April 1941, Kiel-Holtenau       | August 1941 bis September 1944, Libau                                                                                   | ab September 1941 zusätzlich Riga                                                             |
| 10 (50) | August 1942, Tromsø             | | bis Mai 1945                                                                                  |

Anmerkung: In Klammern die Mitte August 1944 eingeführten geänderten Staffelnummern.

## Galerie

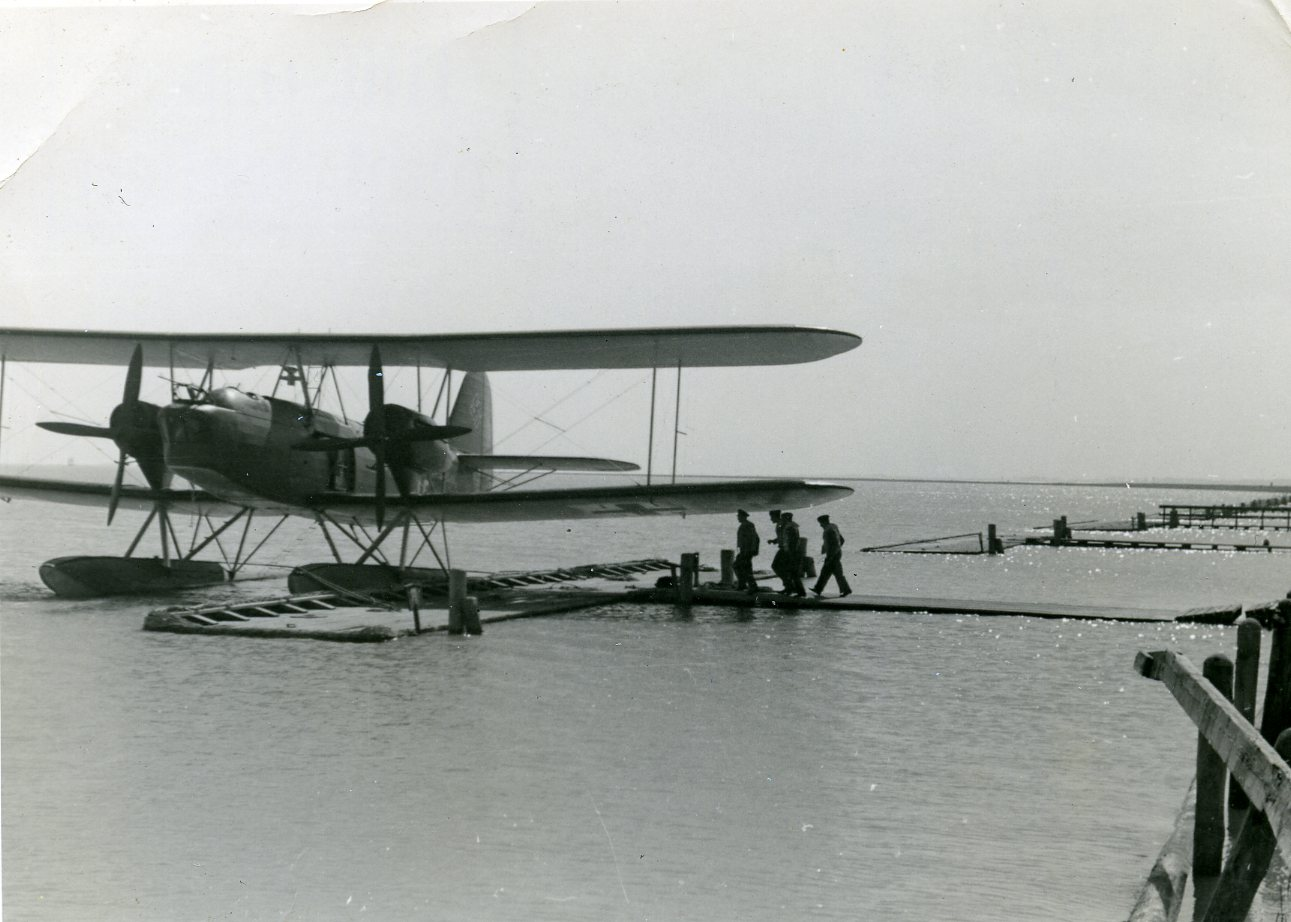
Heinkel He 59 einer Seenotstaffel 1940/41
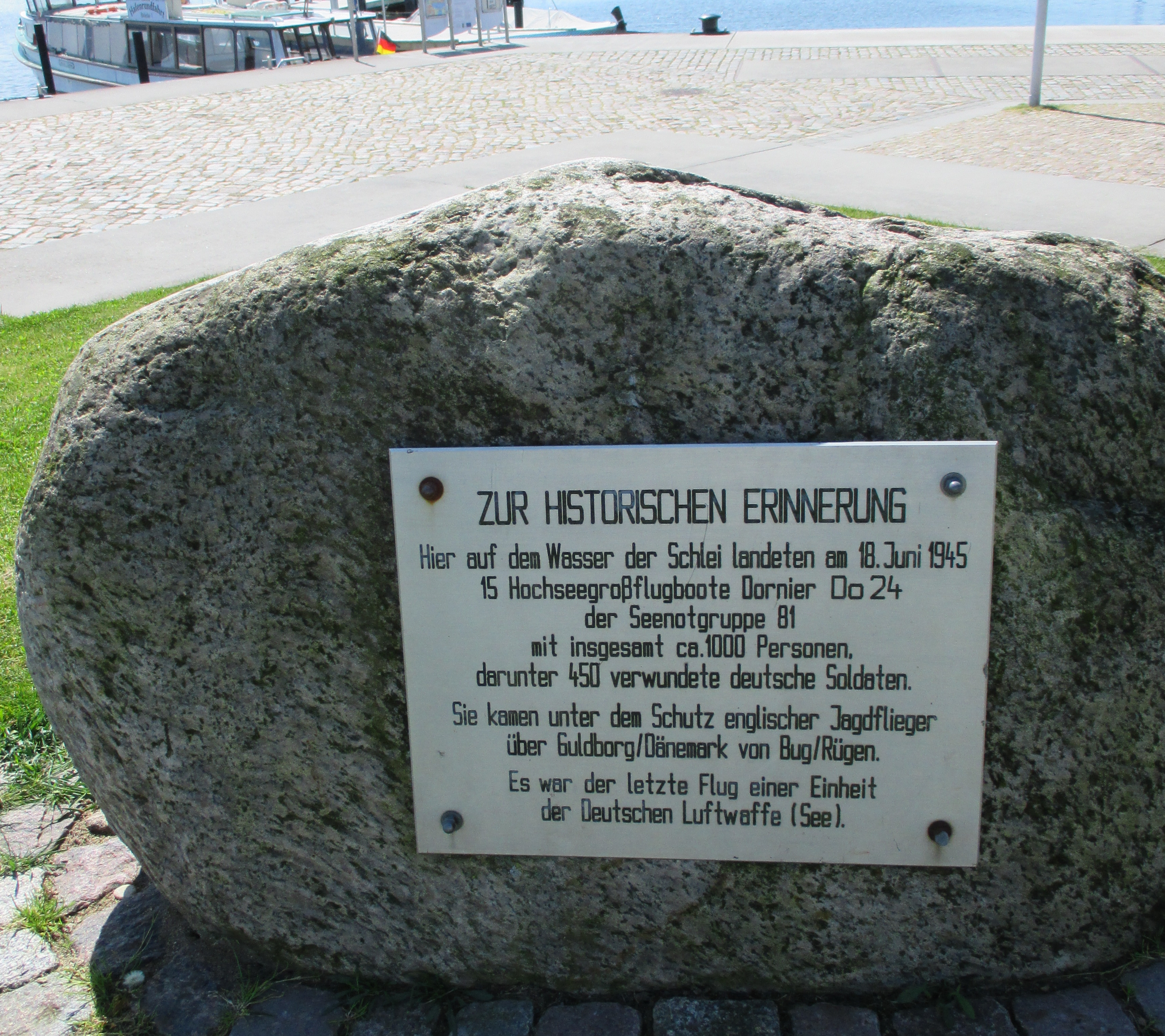
Gedenkstein in Schleswig

## Flugzeuge
- Arado Ar 66, Ar 196, Ar 199
- Blohm & Voss BV 138
- Breguet 521
- CRDA Cant Z.506
- Dornier Do 18, Do 24
- Focke-Wulf Fw 58
- Heinkel He 59, He 60, He 114, He 115
- Junkers W 34, Ju 52/3m
- Klemm Kl 35
- Messerschmitt Me 410

## Schiffe
- Flugsicherungsschiff